# 九龍巴士13線
九龍巴士13線是香港一條新界巴士路線，由九龍巴士（一九三三）有限公司營辦，於2025年8月18日起投入服務，來往安達臣及深水埗（欽州街），途經寶達邨、秀茂坪、樂華邨、新蒲崗、九龍城、旺角及大角咀，只於星期一至五（公眾假期除外）繁忙時間提供服務，全程收費為港幣$8.3。

## 歷史
運輸署在《2022－2023年度巴士路線計劃》中，建議開辦一條新巴士服務，每天全日來往安達臣道石礦場用地及深水埗（欽州街），途經安禧街、安愉道、寶達邨、曉光街、振華道、太子道東、亞皆老街及大角咀，以配合該石礦場發展計劃的地區發展及預計的新增乘客需求，同時便利曉光街及振華道一帶居民來往大角咀和深水埗一帶，並以招標的形式遴選營辦商。
新路線原預計2023年投入服務，惟運輸署於2024年8月才把此路線的專營權批予九巴，編號為「13」，並於2025年8月18日起投入服務，開辦初期只於星期一至五（公眾假期除外）繁忙時間提供服務。

## 服務時間及班次
13線每個方向於星期一至五繁忙時間在固定時間開出兩班常規班次，星期六、日及公眾假期不設服務，列表如下：
| 安達臣開 | 深水埗（欽州街）開 |
| -------- | ------------------ |
| 08:00    | 06:15              |
| 16:15    | 17:45              |

## 收費
13線全程收費為$8.3，並設有12歲以下小童及65歲或以上長者半價優惠，當中60歲－64歲香港居民、65歲或以上長者與合資格殘疾人士如以指定八達通繳付此線的車資，均可享有長者及合資格殘疾人士公共交通票價優惠計劃提供的$2票價優惠。乘客登車時需以現金或八達通卡繳付車資，不設找贖；而每位成人乘客可免費帶同最多兩名四歲以下而且不佔座位的兒童乘車。此外，乘客亦可透過多元化電子支付系統（e度嘟）繳付車資，乘客使用此付款方式不能享有與非九巴／龍運路線之轉乘優惠，亦不能享有「公共交通費用補貼計劃」及「長者及合資格殘疾人士乘車優惠計劃」
13線沿途單向分段收費如下：
| 上車地點＼落車地點 | 深水埗（欽州街） | 安達臣 |
| ------------------ | ---------------- | ------ |
| 寶達邨轉車站起     | $7.8             | $3.3   |
| 樂華南邨起         | $7.5             | 不適用 |
| 奧運站起           | $4.4             |        |
| 嘉道理道           | 不適用           | $7.8   |
| 淘大花園           | $7.3             |        |
| 聯合醫院起         | $5.2             |        |

## 行車路線
13線由安達臣開出之班次途經安愉道、安禧街、安愉道、寶琳路、秀茂坪道、曉光街、協和街、康寧道、振華道、牛頭角巴士總站、佐敦谷北道、牛頭角道、觀塘道、太子道東、太子道西、亞皆老街、櫻桃街、深旺道、聚魚道、南昌街、海壇街及欽州街前往深水埗（欽州街）；由深水埗（欽州街）開出之班次途經欽州街、長沙灣道、東京街、荔枝角道、南昌街、通州街、聚魚道、深旺道、櫻桃街、大角咀道、櫻桃街、櫸樹街、晏架街、槐樹街、福全街、旺角道、洗衣街、亞皆老街、太子道西、太子道東、觀塘道、牛頭角道、振華道、康寧道、協和街、曉光街、秀茂坪道、寶琳路、安愉道、安禧街及安愉道前往安達臣，具體停站請參考資訊框。